# Kanton Bagneux
Kanton Bagneux (fr. Canton de Bagneux) je francouzský kanton v departementu Hauts-de-Seine v regionu Île-de-France. Tvoří ho pouze město Bagneux.